# هشام رامز
هشام رامز ( 28 سبتمبر  1959 - الآن)  محافظ البنك المركزي المصري بعد موافقة الرئيس المصري السابق محمد مرسي على ترشيحه وذلك عقب تقديم فاروق العقدة استقالته من منصبه.

## بداياته
تقلد هشام رامز العديد من المناصب منها نائب رئيس مجلس إدارة البنك التجاري الدولي، ورئيس مجلس إدارة البنك العربي الدولي، و كان قد شغل قبل تعيينه محافظا للبنك المركزي رئيس بنك قناة السويس،  كما شغل منصب نائب أول للمحافظ المركزي فاروق العقدة لمدة 4 سنوات.

## تعيينه محافظا للبنك المركزي المصري
أصدرت رئاسة الجمهورية بيانا أوضحت فيه أن الرئيس السابق محمد مرسي قد عين هشام رامز محافظا للبنك المركزي خلفا للدكتور فاروق العقدة الذي وضع استقالته تحت تصرف الرئيس السابق مرسي منذ قرابة 3 أسابيع.